# 大羽金星蕨
大羽金星蕨（学名：Parathelypteris chingii var. major）为金星蕨科金星蕨属下的一个变种。

## 扩展阅读
- 維基物種上的相關：大羽金星蕨